# وزیر امور خارجه استرالیا
وزیر امور خارجه استرالیا مسئولیت نظارت بر ایجاد و اجرای دیپلماسی بین‌المللی و روابط و سیاست خارجی را به عنوان رئیس بخش امور خارجه دولت این کشور بر عهده دارد. وزیر امور خارجه کنونی  پنی وانگ است که در می ۲۰۲۲ پس از انتخابات فدرال ۲۰۲۲ توسط نخست‌وزیر استرالیا، آنتونی آلبانیزی به این سمت منصوب شد.